# Кармалітанка
Кармаліта́нка (Кармоліта́нка, Кармелітанка) — річка в Україні, в межах Кам'янець-Подільського району Хмельницької області. Ліва притока Жванчика (басейн Дністра). 

## Опис

Долина річки Кармалітанки

Довжина 17 км. Площа водозбірного басейну 51,8 км². Долина глибока і вузька, в пониззі — каньйоноподібна (місцями). Річище звивисте, в пониззі сильнозвивисте. Є кілька ставків.

## Розташування
Кармалітанка бере початок на північ від села Вільховець. Тече на південь, у пониззі — переважно на південний захід (місцями повертає на захід або на південь). Впадає до Жванчика в селі Жванець. 
Над річкою розташовані села: Вільховець, Червона Чагарівка, Ходорівці, Гаврилівці і Жванець.